# کرک همت
کرک لی هَمت (انگلیسی: Kirk Lee Hammett؛ زادهٔ ۱۸ نوامبر ۱۹۶۲) موسیقی‌دان آمریکایی است که از سال ۱۹۸۳ گیتاریست اصلی گروه هوی متال متالیکا بوده است. قبل از پیوستن به متالیکا، او در سال ۱۹۷۹ گروه ترش متال اکسدس را مشترکاً پایه‌گذاری کرد. وی در سال ۱۹۸۳ بعد از کنار گذاشته شدن دیو ماستین از گروه، به عضویت متالیکا درآمد. مجله رولینگ استون در سال ۲۰۲۳ و در رده‌بندی ۱۰۰ گیتاریست برتر تمامی دوران، همت را به همراه هم‌گروهی‌اش جیمز هتفیلد در رتبه ۲۳ قرار داد. در سال ۲۰۰۹، همت در کتاب ۱۰۰ گیتاریست بزرگ متال اثر جوئل مک‌آیور، رتبهٔ ۱۵ را کسب کرد.

## سالهای اولیه
کرک همت در ۱۸ نوامبر ۱۹۶۲ در شهر سن فرانسیسکو به دنیا آمد و در شهرک East Bay از El Sobrante رشد یافت و علاقه خود را به موسیقی از برادرش ریک، که مجموعه کاملی از آهنگ‌های Jimi Hendrix , Led Zeppelin و UFO داشت، به دست آورد. تمامی اینها باعث شد تا او در سن ۱۵ سالگی گیتار را ساز خود بداند.
کرک، بعد از انتخاب یک گیتار Fender Stratocaster مدل سال ۱۹۷۸ و قبل از اینکه یک گیتار Gibson Flying V مدل سال ۱۹۷۴ را انتخاب کند، قطعات گیتارهای مختلف را با هم ترکیب می‌کرد تا بتواند صدای مطلوبش را پیدا کند. وی حتی در تلاشی موفقیت‌آمیز برای ارتقای لوازمش، یک شیفت در برگر کینگ کار می‌کرد تا پول لازم برای خریدن اولین آمپلی فایر Marshall خود را فراهم کند.
وی نوازندگی گیتار الکتریک را نزد جو ستریانی فرا گرفته است.

## کرک و گروه اکسدس
کرک گروه اکسدس را به همراه Paul Baloff پایه‌گذاری کرد و این گروه، به عنوان پشتیبان، دو بار در اواخر سال ۱۹۸۲ و اوایل سال ۱۹۸۳ با متالیکا همسفر شد.

## کرک و متالیکا
در آوریل سال ۱۹۸۳، کرک تماسی تلفنی از متالیکای مستقر در نیویورک دریافت کرد آن‌ها در حال اخراج دیو ماستین (لید گیتاریست گروه) از گروه بودند و از کرک خواستند تا به نیویورک برود و اجرای کوتاهی برایشان انجام دهد. کرک برای پرواز تمام پول‌هایش را جمع کرد، کالیفرنیا را برای اولین بار ترک کرد و در حالی اواخر ظهر وارد نیویورک شد که آن‌ها هنوز تازه از خواب بیدار شده بودند. چندی نگذشت که همگی فهمیدند، گروه خوبی از آب درآمده است، علی‌رغم اینکه کسی به‌طور رسمی از کرک برای پیوستن به گروه دعوت نکرده بود.
او هنوز هم شاگرد با هوش استادش که باعث ترقی اش شد است. همت در اولین تورKill'Em All شرکت کرد در حالی که درس‌هایی را از جو ستریانی می‌آموخت و مسیری از خودآموزی گیتار را آغاز کرد که شامل شیوه‌های جاز، بلوز و کلاسیک می‌شد. در واقع، همیشه تحصیلات پاسخ کرک بوده است به محرک بالقوه. بعد از اینکه ماراتن تور بلک آلبوم در سال ۱۹۹۳ به اتمام رسید، او بلافاصله به City College شهر سانفرانسیسکو رفت و در کلاس‌هایش شرکت کرد، کلاس‌هایی که او اعتقاد دارد دلیل نوآوری‌هایش به عنوان یک گیتاریست در آلبوم‌های Load و ReLoad بوده است.
کرک نه تنها نظم خیره‌کننده‌ای به لید گیتار متالیکا می‌بخشد بلکه ریف‌هایی رام نشدنی نیز برایش به ارمغان می‌آورد و این موضوع از زمانی پدیدار گشته است که وظایف گیتار شش سیم، با جیمز، در دوره آلبوم Load تقسیم می‌شد

## زندگی شخصی
همت تا به‌حال دو بار در سال‌های ۱۹۸۷ و ۱۹۹۸ ازدواج کرد. پس از جدایی از همسر اول در تاریخ ۳۱ ژانویه ۱۹۹۸ کرک با lani (دورگه هاوایی و سیسیلی) ازدواج کرد.
مراسم ازدواج این دو در هاوایی و به سنت (kahu) به دور از هیچ‌گونه تجملاتی کاملاً سنتی برگزار شد. از همسر دوم‌اش صاحب دو فرزند پسر به نام‌های انجل و وینچنزو است.

## تجهیزات موسیقی

### گیتارها
ESP M-II "Zorlac"
ESP M-II Standard
ESP KH-2 "Bride of Frankenstein"
ESP KH-4 Chrome
ESP MII-NT
ESP KH-2 "Skully"
ESP KH-2 M-II "Boris Karloff Mummy" #I
ESP KH-2 M-II "Ouija"
ESP KH-2 M-II "Greenburst"
ESP KH-3 Eclipse
ESP Flying V copy
ESP Michael Schenker Flying V
ESP VIPER Baritone
Gibson 1968 Les Paul Custom
Gibson Les Paul Standard
Ibanez RG
Jackson Randy Rhoads Model RR1T
TC Customs Death Magnetic Flying V
Teuffel Birdfish
Teuffel Tulsa

### آمپلی فایر
همت در ضبط دو آلبوم اول متالیکا از آمپی فایر Marshall استفاده کرد. برای آلبوم سوم Master of Puppets او و جیمز آمپی فایر Mesa/Boogie MarkIIC+ را خریداری کردند
Mesa/Boogie Dual Rectifier x2
Randall RM100KH Signature Model
Randall 4x12 Cabinets x4

## ترانه‌شناسی

### دث آنجل
- Kill as One (demo) (producer)

### هد بنگد
- Metal Militia (demo)

### اکسدس
- 1982 Demo (۱۹۸۲)
- Die by His Hand (1983, demo)
- Tempo of the Damned (2004, writing credit on "Impaler")
- Blood In, Blood Out (2014, guitar solo on "Salt the Wound")

### متالیکا
- همه‌شان را بکش (۱۹۸۳)
- سوار بر آذرخش (۱۹۸۴)
- عروسک‌گردان (۱۹۸۶)
- ... و عدالت برای همه (۱۹۸۸)
- متالیکا (۱۹۹۱)
- لود (۱۹۹۶)
- ری‌لود (۱۹۹۷)
- خشم مقدس (۲۰۰۳)
- آهنربای مرگ (۲۰۰۸)
- متصل… به خودتخریبی (۲۰۱۶)
- ۷۲ فصل (۲۰۲۳)

### تکی
- Portals (2022)